# Тролейбусне депо № 1 (Київ)
Тролейбусне депо № 1 (скорочено — ТРЕД № 1, ТД1) — перше відкрите тролейбусне депо в Києві. Депо відкрито 2 червня 1936 року на базі заводу імені Дзержинського на Либідській площі. Зараз депо має нову територію на вулиці Михайла Максимовича, 32-а. Координати депо: м Київ, вул. Максимовича, 32-а. Виконувач обов'язків директора — Онищенко Євген.
Депо обслуговує переважно маршрути Печерського і Голосіївського районів Києва.
Депо обслуговує 10 денних маршрутів і 1 нічний. На балансі депо числиться 107 тролейбусів різних моделей, з яких на лінію виходить близько 89 машин.

## Маршрути

### Сучасні маршрути
| №   | Кінцева А                                                  | Кінцева Б                     | Трасса маршруту | Примітки                                          |
| --- | ---------------------------------------------------------- | ----------------------------- | --- | ------------------------------------------------- |
| 1   | Багринова гора                                             | Станція метро «Либідська»     | просп. Науки — Деміївська площа — бульв. Миколи Міхновського — пл. Либідська |                                                   |
| 11  | Музей народної архітектури та побуту України               | Багринова гора                | вул. Академіка Заболотного — Одеська площа — просп. Академіка Глушкова — Голосіївський просп. — Деміївська площа — просп. Науки |                                                   |
| 12  | Залізничний вокзал «Центральний»                           | Станція метро «Васильківська» | пл. Вокзальна — вул. Симона Петлюри — вул. Жилянська/Саксаганського — вул. Антоновича/Велика Василькіська — пл. Либідська — пл. Деміївська — Голосіївський просп. — просп. Академіка Глушкова — вул. Василя Касіяна — вул. Героїв Маріуполя — вул. Докії Гуменної — вул. Максима Максимовича — вул. Академіка Книшова — вул. Козацька — вул. Васильківська |                                                   |
| 14  | Залізничний вокзал «Центральний»                           | Ботанічний сад                | пл. Вокзальна — вул. Симона Петлюри — вул. Жилянська/Саксаганського — вул. Еспланадна/Шота Руставелі — бульв. Лесі Українки — Печерський міст — вул. Бастіонна |                                                   |
| 15  | Станція метро «Палац Спорту»                               | Станція метро «Видубичі»      | вул. Шота Руставелі — вул. Рогнідинська — вул. Еспланадна — бульв. Лесі Українки — Печерський міст — вул. Михайла Бойчука — Залізничне шосе |                                                   |
| 38  | Національний музей історії України у Другій світовій війні | Станція метро «Видубичі»      | вул. Лавраська — площа Слави — вул. Івана Мазепи — пл. Арсенальна — вул. Князів Острозьких — вул. Генерала Алмазова — бульв. Лесі Українки — Печерський міст — вул. Михайла Бойчука — Залізничне шосе |                                                   |
| 43  | Дарницька площа                                            | Кібернетичний центр           | пл. Дарницька — просп. Соборності — міст ім. Патона — бульв. Миколи Міхновського — пл. Либідська — Станція метро «Либідська» — бульв. Миколи Міхновського — пл. Деміївська — Голосіївський просп. — просп. Академіка Глушкова — Одеська площа — просп. Академіка Глушкова — вул. Валер'яна Підмогильного                                                   |                                                   |
| 45  | Станція метро «Виставковий центр»                          | Станція метро «Васильківська» | просп. Академіка Глушкова — вул. Василя Касіяна — вул. Героїв Маріуполя — вул. Докії Гуменної — вул. Максима Максимовича — вул. Академіка Книшова — вул. Козацька — вул. Васильківська |                                                   |
| 50  | вул. Милославська                                          | Станція метро «Либідська»     | просп. Червоної Калини — Керченська площа — просп. Воскресенський — просп. Георгія Нарбута — вул. Будівельників/просп. Миру — Дарницька площа — просп. Соборності — міст ім. Патона — бульв. Миколи Міхновського — пл. Либідська | Спільно з ТРЕД №3                                 |
| 91Н | Залізничний вокзал «Центральний»                           | вул. Милославська             | вул. Симона Петлюри — вул. Жилянська/Саксаганського — вул. Антоновича/Велика Василькіська — бульв. Миколи Міхновського — міст ім. Патона — просп. Соборності — Дарницька площа — просп. Миру/вул. Будівельників — просп. Георгія Нарбута — просп. Воскресенський — Керченська площа — просп. Червоної Калини — вул. Олександри Екстер — вул. Радунська     | Нічний. Спільно з куренівським тролейбусним депо. |

### Скасовані маршрути
| №  | Кінцева А                                                  | Кінцева Б                  | Примітка                                              |
| -- | ---------------------------------------------------------- | -------------------------- | ----------------------------------------------------- |
| 1к | вул. Маршальська                                           | Станція метро «Либідська»  | Зачинений (23.02.1993), зараз у тому ж вигляді під №1 |
| 2  | Залізничний вокзал «Центральний»                           | площа Богдна Хмельницького | Зачинений (15.05.1998)                                |
| 2  | Кібернетичний центр                                        | вул. Юрія Смолича          | Зачинений (12.01.2015)                                |
| 4  | площа Калініна                                             | Мотоциклетний завод        | Зачинений (01.04.1973)                                |
| 4  | вул. Юрія Смолича                                          | Станція метро «Либідська»  | Зачинений (??.??.????)                                |
| 10 | Залізничний вокзал «Центральний»                           | Міст ім. Патона            | Зачинений (04.07.2004)                                |
| 13 | Міст ім. Патона                                            | Московська площа           | Зачинений (16.08.1992)                                |
| 20 | Національний музей історії України у Другій світовій війні | площа Льва Толстого        | Зачинений (03.03.2001)                                |
| 24 | Міст ім. Патона                                            | Одеська площа              | Зачинений (01.03.1992)                                |
| 42 | вул. Дегтярівська                                          | Станція метро «Либідська»  | Змінений на 42Д (17.03.2020)                          |

### Маршрути, що раніше експлуатувалися в ТРЕД №1
| № | Кінцева А                    | Кінцева Б         | Примітка             |
| - | ---------------------------- | ----------------- | -------------------- |
| 3 | Станція метро «Палац Спорту» | Залізничний масив | Переданий в ТРЕД № 3 |

## Історія

### Стан на1930-тіроки

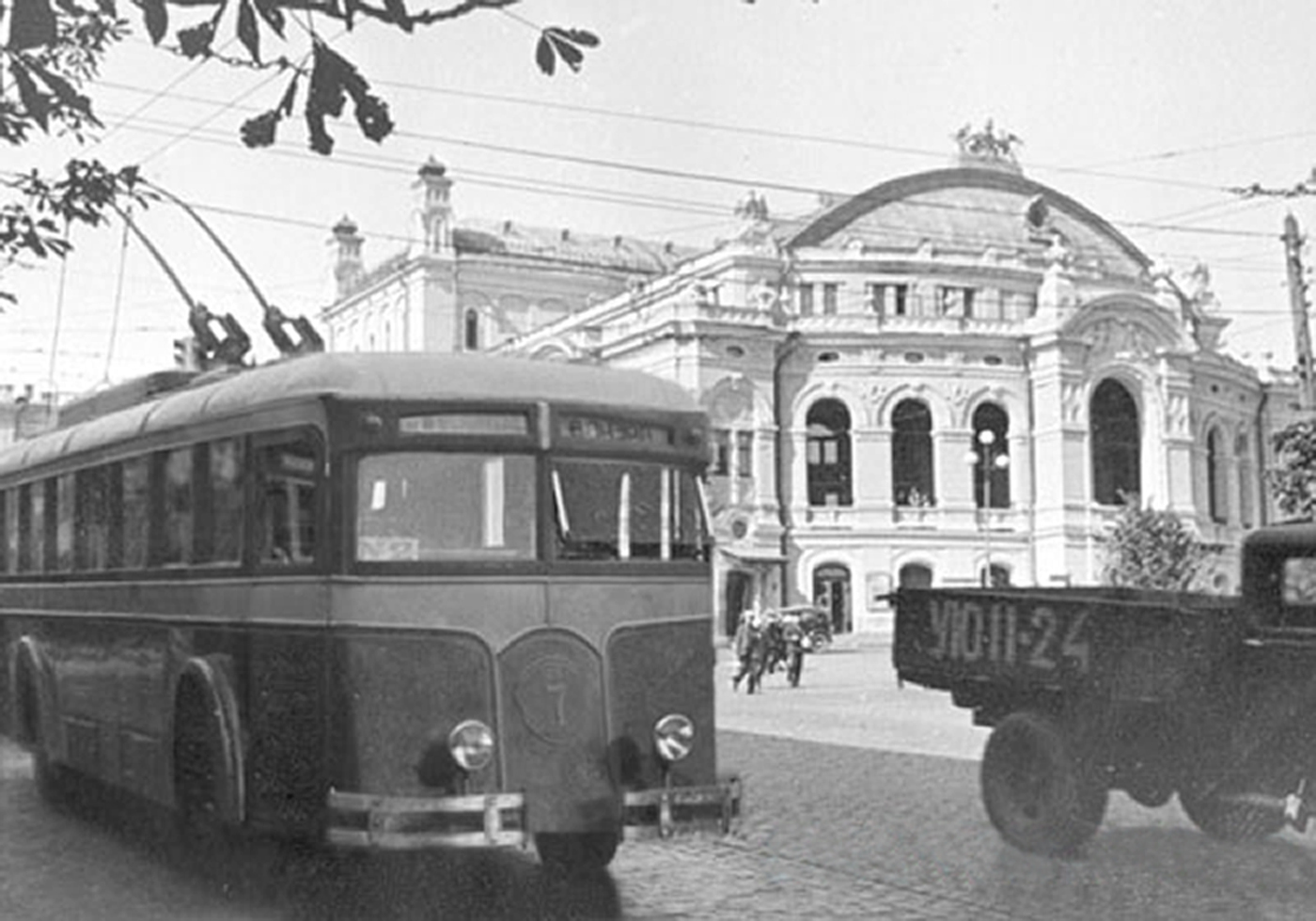
Тролейбус ЛК-5

- 1936 рік початок експлуатації тролейбусів марки ЛК-5.
- 2 червня 1936 року продовжено лінію від пл. Л. Толстого до Залізничного вокзалу по вул. Воровського (зараз — Хрещатик), вул. Леніна (зараз — вул. Б. Хмельницького), вул. Пироговській, бул. Т. Шевченка, вул. Комінтерну (зараз — вул. С. Петлюри) — до вокзалу продовжений маршрут № 1. Тоді ж відкрито тролейбусне депо № 1 на базі заводу імені Дзержинського.
- 2 жовтня 1937 року введена в дію нова лінія "вул. Леніна — площ. III Інтернаціоналу (зараз — Європейська площ.) « по вул. Воровського (зараз — Хрещатик), відкриті маршрути № 2: Вокзал — Площ. III Інтернаціоналу і № 3: Площ. III Інтернаціоналу (Сталіна) — Завод ім. Дзержинського.
- 1937 рік початок експлуатації тролейбусів марки ЯТБ-1 і ЯТБ-2.
- 1939 рік початок експлуатації тролейбусів марки ЯТБ-4.

### Стан на1940-віроки
- 1941 рік кінець експлуатації тролейбусів марки ЛК-5.
- У червні 1941 року пущений короткий маршрут № 4: площ. III Інтернаціоналу — площ. Л. Толстого.
- 5 листопада 1944 року тролейбусний рух було відновлено на ділянці „площ. Л.Толстого — завод імені Дзержинського“.
- 29 квітня 1945 року відновлена лінія від площі Л. Толстого до Залізничного вокзалу.
- 20 вересня 1945 року відновлена лінія від вул. Леніна до площ. Сталіна (раніше — площ. III Інтернаціоналу, зараз — Європейська площ.): Відновлена вся довоєнна мережа, працювало 4 маршруту, тільки маршрут № 1 ходив від площ. Сталіна (а не від вокзалу) до заводу імені Дзержинського, а маршрут № 3 від площ. Сталіна до площ. Л. Толстого. Для експлуатації на маршруті № 2 (площ. Сталіна — вокзал) до Києва були передані 4 тролейбуси MAN і MAN-Siemens, виготовлених в 1938 році в Аугсбурзі для відкриття тролейбусного руху в місті Чернівці, що знаходився тоді на території Румунії. У Чернівцях тролейбуси експлуатувалися до березня 1944 року, поки що відступали війська вермахту не пересунули їх вглиб Румунії, в місто Брашов. З огляду на сильну нестачу рухомого складу в звільненому від німців Києві, поради вирішили ці тролейбуси до Чернівців не повертати, а передати в столицю України.
- 6 листопада 1947 року введено в дію нову лінію „Хрещатик — Мотоциклетний завод“ від площ. Калініна (нині — площ. Незалежності) по вулицях Михайлівській, Великій Житомирській, Артема і Великої Дорогожицької (нині Юрія Іллєнка), туди направлений маршрут № 4: площ. Калініна — Кабельний завод.
- 1947 рік початок експлуатації тролейбусів марки МТБ-82 і МТБ-82М.
- 1947 рік тролейбуси марки MAN і MAN-Siemens були передані в місто Дніпропетровськ, де 7 листопада саме ними було відкрито тролейбусний рух і потім вони експлуатувалися до 1951 року.
- 26 червня 1949 року введена в дію нова лінія від заводу імені Дзержинського до Автостради, продовжений маршрут № 1.

### Стан на1950-тіроки
- 1950 рік початок експлуатації тролейбусів марки МТБ-82Д.
- 5 листопада 1950 року введена в дію нова лінія від Автострада до клубу імені Фрунзе (зараз — Деміівська площа). Через залізничний міст, сюди продовжений маршрут № 1: площа Сталіна — Клуб імені Фрунзе.
- 31 грудня 1950 року введена в дію нова лінія від Автостради до Наводницького моста по бул. Дружби Народів (зараз — площ. Героїв ВВВ), сюди пущений маршрут № 10: Вокзал — Наводницький міст.
- 23 травня 1954 року введена в дію нова лінія „Московська площа — Голосіївська площа“. Відкритий маршрут № 11: наводницька площа — Клуб імені Фрунзе.
- 22 квітня 1955 року продовжено лінія від Голосіївської площі до ВПДНГ, відкритий маршрут № 12: площа Сталіна — ВПДНГ.
- 1956 рік початок експлуатації тролейбусів марки СВАРЗ ТБЕС.
- 1957 рік початок експлуатації тролейбусів марки ТБЕС / К-3.
- У 1957 році відкриті маршрути № 13: площ. Ленінського Комсомолу — міст імені Патона і № 14: Хрещатик — Рибкомбінат.
- 2 жовтня 1959 року введена в дію нова лінія від Урядової площі (Зараз — Михайлівська площа) по вул. Володимирській і вул. Льва Толстого до площі Льва Толстого, відкритий маршрут № 15: площа Л. Толстого — площа Б. Хмельницького (зараз — Софійська площ.). До площі Б. Хмельницького продовжено маршрут № 12: площа Б. Хмельницького — ВПДНГ, а пізніше маршрут № 11 направлений від Клуб імені Фрунзе до ВПДНГ.

### Стан на1960-тіроки
- 5 листопада 1960 року введена в дію нова лінія по вул. Кірова (зараз — вул. М. Грушевського) до Національного музею історії України у Другій світовій війні, відкритий маршрут № 20: площа Л. Толстого — Києво-Печерський державний заповідник.
- 1960 рік кінець експлуатації тролейбусів марки МТБ-82М.
- 1960 рік початок експлуатації тролейбусів марки КТБ-1 і Škoda 8Tr.
- 1962 рік початок експлуатації тролейбусів марки Škoda 9Tr.
- 1964 рік початок експлуатації тролейбусів марки Київ-2 та Київ-4.
- 1964 рік передача деяких тролейбусів марки Škoda 8Tr в Крим.
- У 1964—1965 році закриті маршрути № 14, 15, продовжений маршрут № 1 від Автовокзальна площі (зараз — Деміївська площ.) до Голосіївської площі.
- 28 червня 1965 року введена в дію нова лінія від Бессарабського ринку до Печерського мосту (бульвар Лесі Українки), відкритий маршрут № 3: Бессарабська площа — Печерський міст.
- 29 березня 1966 року введена в дію нова лінія від Печерського мосту до Ботанічного саду АН УРСР (вул. Бастіонна), відкритий маршрут № 14: Бессарабська площа — Ботанічний сад», а 1 листопада — гілка до Залізничного шосе по вул. Михайла Бойчука, відкритий маршрут № 15: Бессарабська площа — Дослідний завод.
- 1966 рік початок експлуатації тролейбусів марки Київ-6, Київ-6А.
- 1967 рік початок експлуатації тролейбусів марки Škoda T11/0. У 1968 році був переданий в місто Пльзень.
- У 1969—1974 року почалася передача тролейбусів Київ-2, Київ-4, Київ-6 і Київ-6А в інші міста України.
- 31 грудня 1969 року введан в дію нова лінія від Московської площі по проспекту Науки до вул. Маршальською, пущений маршрут № 24: Московська площа — вул. Маршальська, а маршрут № 1 укорочений до Московської площі.
- 1969 рік кінець експлуатації тролейбусів марки СВАРЗ ТБЕС, ТБЕС / К-3 і КТБ-1.

### Стан на1970-тіроки
- На початку 1970-х років об'єднані маршрути № 1 і № 24 (останній закритий), пізніше № 24 відкритий по маршруту ВДНХ — Наводницька площа.
- 1972 рік кінець експлуатації тролейбусів марки Škoda 8Tr8.
- 23 липня 1976 року введена в дію нова лінія «ВДНХ — Льодовій стадіон» по Голосіївському проспекту. Сюди продовжений маршрут № 12: площа Б. Хмельницького — Льодовий стадіон і № 24: площа Героїв ВВВ — Льодовий стадіон.

### Стан на1980-тіроки
- 6 листопада 1980 року введена в дію нова лінія від Голосіївського проспекту по вул. В. Касіяна та вул. Маршала Якубовського до вул. Смолича («Теремки-2»), сюди продовжений маршрут № 12: площа Б. Хмельницького — вул. Юрія Смолича.
- 1981 рік дослідна експлуатація тролейбусів марки DAC-112E і DAC-117E.
- 1 лютого 1982 року відкритий маршрут № 13: вул. Дмитрова — площа Героїв ВВВ.
- 1983 рік початок експлуатації тролейбусів марки Škoda 14Tr.
- 1 січня 1985 року відкритий маршрут № 4: станція метро «Дзержинська» — вул. Юрія Смолича.
- 1986 рік початок експлуатації тролейбусів марки DAC-217E.
- Наприкінці 1980-х років скорочені маршрути № 1 і 11 до вул. Жадановського, а також пущений короткий маршрут № 1-к: станція метро «Дзержинська» — вул. Маршальська.

### Стан на1990-тіроки
- 18 червня 1990 року введена в дію нова лінія «Льодовій стадіон — Одеська площа» по Голосіївському просп, продовжений маршрут № 24: площа Героїв ВВВ — Одеська площа.
- 1991 рік початок експлуатації тролейбусів марки Київ-11 і Київ-11у.
- У 1995 році закриті маршрути № 1-к та 13.
- 1995 рік передача тролейбусів марки Київ-11 і Київ-11у до Кропивницького.
- 24 жовтня 1996 року відкрито рух по вул. Терещенківській від бульв. Т. Шевченка до вул. Л. Толстого, сюди спрямовані маршрут № 14: площа Л. Толстого — Ботанічний сад і маршрут № 15: площа Л. Толстого — Залізничне шосе.
- 16 травня 1998 року в зв'язку з реконструкцією Софійської площі, було закрито рух по вул. Володимирській від вул. Б. Хмельницького до площі Б. Хмельницького. Об'єднані маршрути № 2 і № 14 у маршрут № 14: Залізничний вокзал — Ботанічний сад.
- 1996 рік початок експлуатації тролейбусів марки Київ-12.03.

### Стан на2000-ніроки

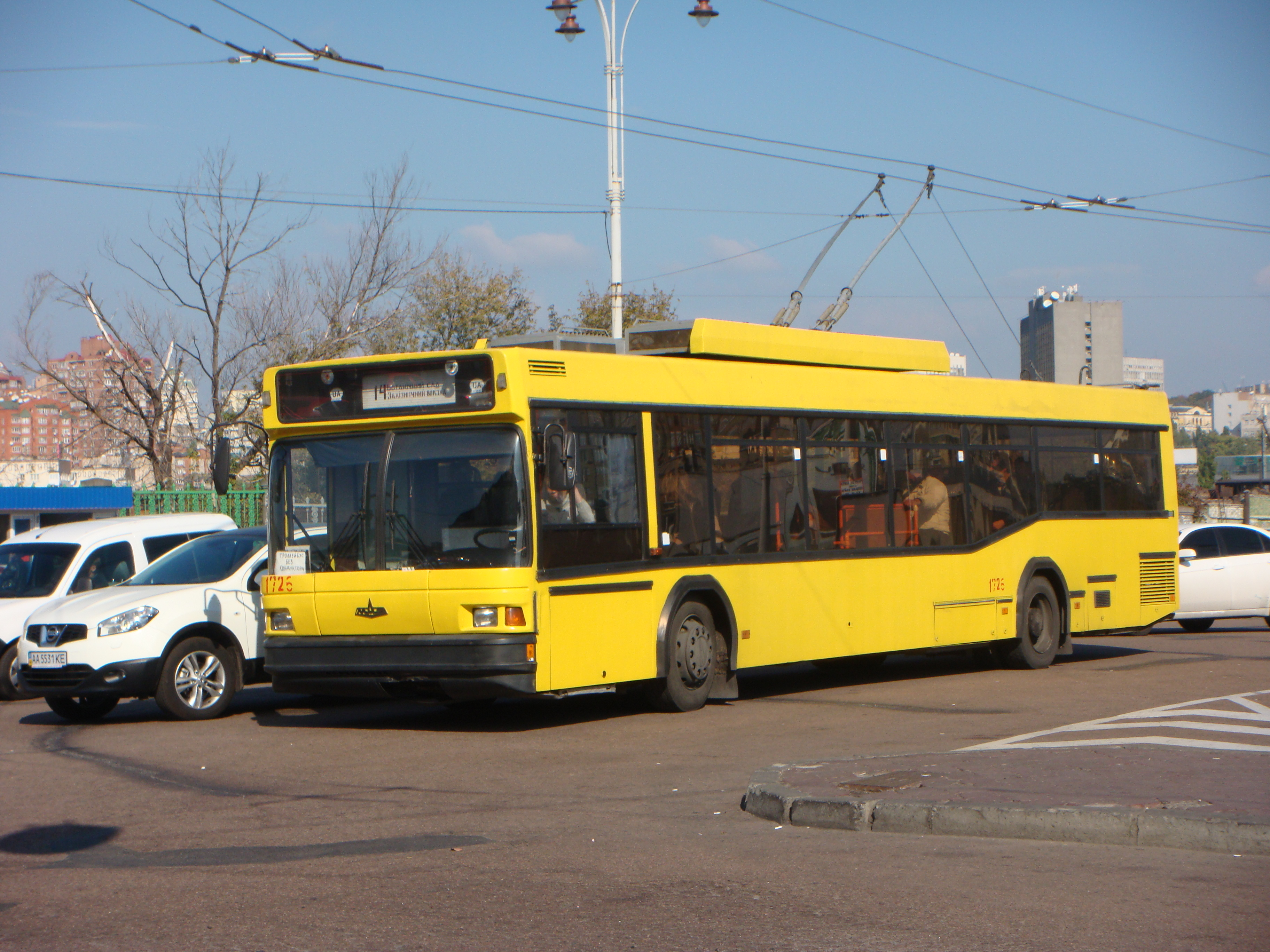
Тролейбус МАЗ 103Т 14-го маршрута

- 26 травня 2000 року введена в дію нова лінія «Одеська площ. — Кібернетичний центр» по просп. Академіка Глушкова, відкритий маршрут № 2: станція метро «Либідська» — Кібернетичний центр.
- 8 грудня 2000 року введена в дію нова лінія «Одеська площ. — Музей народної архітектури та побуту України» по вул. Академіка Заболотного, сюди продовжений маршрут № 11: станція метро «Либідська» — Музей народної архітектури та побуту України.
- 3 березня 2001 року закрито рух по вул. Хрещатик, вул. М. Грушевського і вул. Червоноармійській від площ. Л. Толстого до вул. Жилянській. Закритий маршрут № 20.
- 2002 рік початок експлуатації тролейбусів марки МАЗ 103Т.
- 12 липня 2002 року відкритий маршрут № 38: станція метро «Видубичі» — Національний музей історії України у Другій світовій війні
- 28 травня 2004 року введена в дію нова лінія «Московська площа — Севастопольська площа» по Червонозоряному просп. Відкритий маршрут № 42: станція метро «Либідська» — вул. Дегтярівська.
- 3 липня 2004 року закриті маршрути № 10 і № 15.
- 4 липня 2004 року введена в дію нову лінію від мосту імені Патона до Дарницької площі. Відкритий маршрут № 43: станція метро «Либідська» — Дарницька площа.
- 2006 рік початок експлуатації тролейбусів марки ЛАЗ E183D1.
- 21 жовтня 2007 року введена в дію нова лінія «Вокзал — Республіканський стадіон» по вул. Жилянській та вул. Саксаганського. Сюди спрямовано маршрут № 14.
- 2007 рік початок експлуатації тролейбусів марки ЛАЗ E301D1.
- 6 серпня 2008 року в дію нова лінія «вул. Смолича — вул. Трутенка» по вул. Академіка Вільямса, тут же відкрито нове депо № 1 (старе закрите), продовжений маршрут № 12: вул. Саксаганського — вул. Онуфрія Трутенка.

### Стан на2010-тіроки
- 20 грудня 2010 року змінено маршрути № 11: Станція метро «Деміївська» — Музей народної архітектури та побуту України та № 42: вул. Дегтярівська — станція метро «Либідська».
- 2011 рік кінець експлуатації тролейбусів марки Škoda 14Tr та DAC-217Е.
- 2011 рік початок експлуатації тролейбусів марки Богдан Т901.10.
- 27 грудня 2011 року в зв'язку з відкриттям станції метро «Виставковий центр», був відкритий піковий маршрут № 2: станції метро «Виставковий центр» — Кібцентр, маршрут № 11 було скорочено до нової станції метро, а маршрут № 45 продовжено до останньої.
- 2012 рік початок експлуатації тролейбусів марки Богдан Т701.10.
- 25 жовтня 2012 року у зв'язку з відкриттям станції метро «Іподром», був продовжений тролейбусний маршрут № 2 в бік житлового масиву Теремки II, робота якого переведена на цілоденний графік по буднях і введена по суботах до 16:00.
- 23 серпня 2014 року відкритий новий маршрут № 15: станція метро «Палац Спорту» — станція метро «Видубичі».
- 11 січня 2015 року маршрут № 2 закритий.
- 27 серпня 2015 року маршрут № 12 продовжено від вул. Жилянській до Залізничний вокзал «Центральний».
- 30 вересня 2015 року відкритий новий маршрут № 46: вул. Маршальська — Голосіївський парк.
- 20 грудня 2016 року закритий маршрут № 46. Одночасно продовжені маршрути:

№ 1 — від станції метро «Либідська» до вул. Жилянської по трасі «вул. Маршальська — вул. Жилянська»;
№ 11 — станції метро «Виставковий центр» до вул. Маршальською по трасі «Музей народної архітектури та побуту України — вул. Маршальська»;
№ 50 — від Дарницької площі до станції метро «Либідська» трасою «вул. Милославська — станції метро „Либідська“».
Останній, частково переданий до тролейбусного депо № 1.
- З початку січня 2017 року відкрито нічний маршрут № 91Н: Залізничний вокзал «Центральний» — вул. Милославська.
- 6 лютого 2018 року маршрут № 1 скорочений до станції метро «Либідська», а маршрут № 12 продовжено від вул. Юрія Смолича до станції метро «Васильківська».
- 22 серпня 2018 року вносятся зміни у трассу слідування нічного маршруту № 91Н. А саме: маршрут подовжується від проспекту Червоної Калини по вулицям Марини Цветаєвої та Радунській до вулиці Милославської (кінцева тролейбусів № 31, 37)[1].
- 17 березня 2019 року у зв'язку з початком реконструкції Шулявського шляхопроводу змінено та подовжено маршрут № 42 (42Д) до залізничної станції «Київ-Волинський» замість колишньої кінцевої зупинки вул. Дегтярівська. Після запуску руху тролейбусів Шулявським шляхопроводом у 2020 році маршрут № 42Д залишили без змін.

## Рухомий склад
На сьогоднішній день депо експлуатує моделі таких тролейбусів, як:
- ЛАЗ E301D1;
- Богдан Т701:
  - Богдан Т701.10;
  - Богдан Т701.17;
- Богдан Т901:
  - Богдан Т901.10;
  - Богдан Т901.17.

За час існування депо, експлуатувалися моделі таких тролейбусів, як:
- ЛК-5;
- ЯТБ-1;
- ЯТБ-2;
- ЯТБ-4;
- СВАРЗ ТБЕС;
- МТБ-82;
- MAN;
- MAN-Siemens;
- ТБЕС / К-3;
- КТБ-1;
- Київ-2;
- Київ-4;
- Київ-6;
- Київ-11;
- Київ-11у;
- Škoda 8Tr;
- Škoda 9Tr;
- Škoda 14Tr;
- DAC E217;
- Київ-12.03;
- МАЗ 103Т;
- ЛАЗ E183D1.

## Керівники депо
- 1935—1941 — С. Ребенок;
- 1944—1964 — Й. Шварцман;
- 1964—1979 — С. Зуєв;
- 1979—2002 — А. Сиротенко ;
- 2002-2021 — Є. Онищенко;
- 2021-2024- Г. Фесенко;
- З 2024 - П. Яменко.